# Disney Jr.
«Disney Jr.» (ранее Disney Junior) — американская телевизионная сеть, принадлежащая Walt Disney Television. Целевая аудитория — дети в возрасте от 2 до 7 лет. Является торговой маркой программ дошкольного образования Disney Channel. Также на Украине блок «Disney Junior» транслировался утром на канале ПлюсПлюс.

## История «Disney Jr.»
В США блок «Playhouse Disney» завершил своё вещание и, начиная с 14 февраля 2011 года, был заменён блоком «Disney Junior». В перспективе, переход программ «Playhouse Disney» под марку «Disney Junior» был осуществлен во всём мире.

## Самостоятельный канал
В настоящее время, в большинстве стран мира «Disney Junior» представляет собой блок программ для дошкольников на местной версии канала «Disney Channel». Однако, в последнее время проявляется тенденция выделения «Disney Junior», как самостоятельного канала. Интересно, что в США, на родине Disney, самостоятельный канал (уже под названием «Disney Junior») впервые появится только 23 января 2012 года. В то же время, в некоторых других странах мира, самостоятельные каналы «Playhouse Disney» уже работают довольно давно. В Канаде работают два одноимённых круглосуточных канала с разным программированием — один на английском, другой на французском языке.

## Программы собственного производства
- «Клуб Микки Мауса» (англ. «Mickey Mouse Clubhouse»)
- «Доктор Плюшева» (англ. Doc McStuffins)
- «София Прекрасная» (англ. Sofia the First)
- «Микки Маус: Мир приключений» (англ. Mickey Mouse Mixed-Up Adventures)
- «ПУПС: Поставка Уникальных Подарков Семьям» (англ. T.O.T.S.)
- «Отряд Цыплят» (англ. The Chicken Squad)
- «Домик Микки Мауса» (англ. Mickey Mouse Funhouse)

## Disney Junior в России
В России канал Disney Junior, или его русскоязычное название «Доброе утро с Микки», — программный блок на канале Disney.
До 30 апреля 2020 года блок назывался «Узнавайка».